# Česko-kubánské vztahy
Tento článek popisuje bilaterální vztahy mezi Českem a Kubou a jejich vzájemný vývoj.

## Historie
Od oficiálního navázání diplomatických styků s Kubou dne 23.11.1920 Československo zastupoval na Kubě velvyslanec ČSR ve Washingtonu. Vyslanci pro Kubu tedy byli:
- Zdeněk Fierlinger vyslanec ve Washingtonu, od 31.1.1927
- Ferdinand Veverka vyslanec ve Washingtonu, od 5.3.1929
- Eloy Martinez - honorární generální konzul - přímo na Kubě v letech 1924-1948 působil i honorární generální konzulát ČSR. Jako jeho vedoucí byl v roce 1930 zmiňován Eloy Martinez.

V roce 1928 na Kubě existoval i Československo-jugoslávský podpůrný a vzdělávací spolek s přibližně 30 československými členy.

### Vztahy během války
V této době působil na Kubě efektivní československý zastupitelský úřad, otevřený 1. října 1942. Za jeho působení bylo několik lokalit na Kubě přejmenováno názvem „Lidice“, úřad měl i řadu dalších propagačních aktivit a z této doby pochází i používání názvu Lidice jako dívčího jména. V zemi pracoval i československý spolek s asi 40 členy
Vyslanci pro Kubu:
- Vladimír Hurban vyslanec z Washingtonu od 21.3.1937
- Eduard Kühnl - chargé d 'affaires a známý český esperantista, vedl úřad přímo z Kuby oficiálně od 28.9.1942. Aktivity velvyslanectví na Kubě končí po roce 1947, velvyslanectví bylo uzavřeno.
- Juraj Slávik vyslanec z Washingtonu od 22.4.1947
- Vladimír Outrata vyslanec z Washingtonu, byl posledním vyslancem pro Kubu v období před nástupem F. Castra k moci. Akreditoval se v roce 1949.

### Komunistická léta
Nový stálý velvyslanec byl vyslán na ostrov až po převzetí moci Fidelem Castrem v roce 1960. Československo tak podporovalo Castrovu Kubu od samého počátku, mj. i dodávkami zbraní, půjčkami, odpouštěním plateb atp. Československo současně zastupovalo Kubu v USA, se kterými Havana neměla diplomatické vztahy. V kubánském oddělení velvyslanectví do počátku roku 1966 i diplomat František Telička, otec současného lobbisty Pavla Teličky. Do Československa přicestoval v roce 1961 a poté podruhé president Osvaldo Dorticos a následně proběhly i cesty premiéra Fidela Castra a ministra Che Guevary i dalších delegací do Československa. Počet Čechoslováků žijících a pracujících na Kubě v té době dosahoval rekordního počtu kolem tisícovky.
Vztahy s ČSR zkomplikoval až rok 1968. Již počátkem roku 1968 začali Kubánci stahovat své studenty z Československa (pokles z 268 v roce 1966 na 31 v roce 1968), snížili také počet kontaktů na všech úrovních. Fidel Castro poté ve svém projevu z 23.8.1968 rozporuplně a emotivně zareagoval na okupaci Československa vojsky Varšavské smlouvy a současně silně kritizoval kvalitu československých dodávek na Kubu. Tento projev po „normalizaci“ situace v Československu a návazných jednáních s ministry zahraničí ČSSR Markem a Chňoupkem jen těžko bral zpět. Ochlazení vztahů se dramaticky neprojevilo ve vzájemném obchodu a dluh Kuby tak koncem roku 1968 dosahoval podle tehdejších údajů 930 milionů Kčs a neustále narůstal.
Po okupaci Československa se vztahy začaly vracet do starých kolejí a v lednu 1969 již Castro československé dodávky opětovně pochválil.
Československými velvyslanci na Kubě za totality byli:
- Dr. Vladimír Pavlíček - od 20.6.1960, byl prvním velvyslancem v Castrově Kubě, který současně otevřel vůbec první velvyslanectví československé diplomacie na ostrově. Poté byl dlouhodobým ředitelem latinskoamerického odboru na MZV ČR
- Ing. Jaroslav Pščolka - od 21.4.1964
- Ladislav Holdoš - 7.11.1969 - 31.12.1970 - slovenský politik byl při prověrkách v roce 1970 stažen z ostrova
- Stanislav Svoboda 14.7.1971-1976 - dlouholetý normalizační velvyslanec byl na Kubě i v letech 1986-1990, velvyslancoval i v Chile[1]
- Michal Chudík od 1.12.1976
- Miloš Vojta od 19.4.1979
- Stanislav Svoboda 1986-1990 podruhé, po jeho odvolání bylo velvyslanectví vedeno dočasným vedoucím úřadu tzv. chargé d’affaires.

### Historie obchodu
Československo patřilo v době socialismu k největším dodavatelům elektráren na Kubu, z ostrova současně odebíralo cukr a nikl. Československo na Kubě dále vystavělo řadu podniků. Patří mezi ně například cementárna Siguaney, stavěná koncem 60. let.
Podle údajů Ministerstva financí ČR dluží Kuba České republice z této doby více než 6 miliard Kč (přesně 6 393 323 tis. Kč), o kterých odmítá vyjednávat.

## Současnost
Zatímco Česká republika kritizuje stav lidských práv na Kubě, je Havana k České republice extrémně kritická. Její postoje signalizuje např. dopis, který byl českým úřadům zaslán po zatčení dvou českých aktivistů I. Pilipa a J. Bubeníka na ostrově.
Kuba dluží České republice 278 milionů USD, v roce 2016 navrhla ho vyrovnat neobvyklým způsobem – místo peněz dodá České republice známý rum.

### Krize ambasád
V létě roku 1990 došlo k výraznému konfliktu zvanému „krize ambasád“, kdy velvyslanectví Československa bylo přepadeno kubánskými agenty pod záminkou žádosti o azyl. Diplomaté byli drženi jako rukojmí a interiér velvyslanectví byl zdemolován. Obdobná akce byla poté zorganizována i na velvyslanectví dalších zemí.

### Uzavření kulturního centra
Po pádu režimu v ČSSR československá diplomacie byla nucena opustit centrálně umístěný Dům československé kultury v Havaně (otevřen roku 1962) a Kuba uzavřela svůj Dům kubánské kultury v Praze (otevřen roku 1963).

### Velvyslanci
Česká republika v současnosti nemá na Kubě mimořádného a zplnomocněného velvyslance, totéž platí pro zastoupení Kuby v Praze a vedoucí ambasády pracuje na nižší úrovni chargé d'affaires.
Mezi vedoucí české a československé ambasády na Kubě v posledních letech patřili, jako chargé d’affaires (dočasní vedoucí velvyslanectví):
Československo
- Ján Dömök působil na Kubě v letech 1987 - 1990, slovenský diplomat. V této době došlo na Kubě v roce 1990 ke „krizi ambasád“, kde působil jako chargé d'affaires a dočasný velvyslanec. [6]
- Ján Bratko

Česká republika
- Petr Mikyska, byl jmenován chargé d'affaires v lednu 1993 po rozdělení země
- Petr Přibík, září 1996-1997, dříve pracovník Radia Svobodná Evropa. Petr Přibík po roce činnosti na ostrově neobdržel souhlas Kuby pro působení jako velvyslanec a byl nucen zemi opustit[7]
- Jan Vytopil, 1997-1998, po nuceném odjezdu P. Přibíka z ostrova vedl ambasádu, v době návštěvy papeže na Kubě
- Josef Maršíček, 1998-2002, za jeho působení došlo k zatčení Ivana Pilipa a Jana Bubeníka

V letech 2002-2006 českou ambasádu v Havaně vedly osobnosti s předchozí zkušeností velvyslance, nicméně nadále s titulem chargé d'affaires:
- Petr Stiegler, od 24.2.2002-2006
- Vít Korselt - 2006-2009
- Milan Jakobec - 2009-2012
- Jaroslav Zajíc - od 2012
- Vladimír Eisenbruk - od 2016, první velvyslanec v novodobé historii vztahů

### Obchod
Obchodní výměna mezi oběma zeměmi není příliš veliká, v porevoluční době se českým podnikům mezi větší obchody podařilo vyjednat stavbu elektrárny Felton v 90. letech (smlouva podepsána v roce 1997). Elektrárna s výkonem 2 x 250 MW je největší kubánskou elektrárnou. Jejím dodavatelem je Škodaexport, a.s. Elektrárna byla plně uvedena do provozu v roce 2001. Významné jsou ještě dodávky potravin (nově), hutních produktů (firma Z-Group) a dílů na montáž motocyklů Jawa.
Do České republiky naopak putují kubánské doutníky a rum, pocházející z někdejších předrevolučních palíren firmy Bacardi. Na Kubě se každoročně rekreují tisíce českých občanů. Na oficiální kubánské státní licenci stojí i pražská restaurace Bodeguita del Medio, součást řetězce pojmenovaného podle oblíbené Hemingwayovy restaurace v Havaně. V restauraci hrají i státem vysílané hudební skupiny.

### Migrace Kubánců do České republiky
V roce 2010 přijala Česká republika svého prvního politického azylanta z Kuby. Stal se jím Rolando Jiménez Pozada.
Od roku 2016 dochází k prudkému nárůstu kubánské migrace do ČR, Kubánci byli v tomto roce 3-4. nejčastějšími žadateli o azyl v České republice.